# Розенберг (Баден)
Розенберг (Баден) (нім. Rosenberg (Baden)) — громада в Німеччині, знаходиться в землі Баден-Вюртемберг. Підпорядковується адміністративному округу Карлсруе. Входить до складу району Неккар-Оденвальд.
Площа — 40,97 км2. Населення становить 2081 ос. (станом на 31 грудня 2020).